# Raymond Harryhausen
Ray Harryhausen, vlastním jménem Raymond Frederick Harryhausen (29. června 1920, Los Angeles, Spojené státy americké – 7. května 2013, Londýn, Spojené království) byl americký filmař, režisér, animátor – průkopník na poli speciálních vizuálních efektů, scenárista, příležitostný herec a producent.
Největší proslulost mu přinesly snímky Jáson a Argonauti (1963), nebo Souboj Titánů (1981), pracoval i na filmech Tajuplný ostrov, Sindibád a Tygří oči nebo Milion let před Kristem.[zdroj?]

## Život
Jeho osud i kariéru ovlivnil film King Kong z roku 1933, kde poprvé viděl animovanou filmovou postavu v hraném filmu.
Od roku 1960 až do své smrti žil v Londýně v Anglii.
Od 10. června 2003 má svoji hvězdu na hollywoodském chodníku slávy.